# Ruslan Dibirgadžijev
Ruslan Adilchanovič Dibirgadžijev (* 20. července 1988) je ruský zápasník–volnostylař avarské národnosti, patřící do andalské skupiny.

## Sportovní kariéra
Je rodákem z dagestánské horské obce Čanko v Botlichském okrese. Zápasení se věnoval od útlého dětství. Od svých 14 let žil v Machačkale, kde se připravoval na sportovní škole Gamida Gamidova pod vedením Anvara Magomedgadžijeva. V roce 2007 patřil k první vlně ambciózních dagestánských volnostylařů, která přišla do Ázerbájdžánu s trenérem Magomedchanem Aracilovem. Po dvouleté sportovní karanténě nastupoval za Ázerbájdžán od roku 2009 ve váze do 66 kg. Na pozici reprezentační jedničky se však neprosazoval přes Džabrajila Hasanova. Do reprezentačního výběru mu pomohla až zavedení neolympijské váhy do 70 kg od roku 2014.

## Výsledky
| Turnaj             | 2014 | 2015 | 2016 | 2017 |
| Turnaj             | 26   | 27   | 28   | 29   |
| Turnaj             | -70  | -70  | -70  | -70  |
| ------------------ | ---- | ---- | ---- | ---- |
| Olympijské hry     |      |      | —    |      |
| Mistrovství světa  | úč.  | úč.  | —    | —    |
| Evropské hry       |      | 3.   |      |      |
| Mistrovství Evropy | 1.   | 3.   | —    | 3.   |